# Aterrados
Aterrados és una pel·lícula argentina de terror de 2018 escrita, musicalitzada i dirigida per Demián Rugna.
La pel·lícula es va estrenar internacionalment en el Festival de Mar del Plata en la Competència Argentina en la seva 32a edició.
Després de la positiva recepció de la cinta per part de la premsa i el públic, el director va anunciar que hi hauria una seqüela. Està previst que porti el títol d’Aterrados 2.

## Argument
A la seva casa d'un veïnat de Buenos Aires, Clara escolta estranys sons que provenen de la canonada de l'aigüera de la seva cuina. El seu marit, Juan, es queda perplex quan ella l'informa que el que va escoltar eren veus humanes i que estaven discutint un pla per a matar-la. Aquesta nit, en despertar-se pels sorolls de cops que al principi suposa que provenen de la casa del costat, Juan es terroritza en trobar el cos inert de Clara levitant al seu bany, colpejant violenta i repetidament contra la paret com si fos llançada per una força invisible.
Walter, que viu al costat, també experimenta successos sobrenaturals. Cada nit, quan intenta dormir, forces invisibles sacsegen i mouen els seus mobles, inclosa el llit. Quan utilitza una càmera de vídeo per a filmar els successos, veu una figura alta i nua que emergeix sota el llit, es col·loca sobre ell mentre dorm i s'amaga en l'armari.
A l'altre costat del carrer, Alicia plora la mort del seu fill petit, que recentment va ser atropellat per un autobús davant de la casa de Walter. L'investigador paranormal i ex-forense, Jano, arriba a instàncies de l'ex-xicot d'Alicia, el comissari de policia Funes, qui revela que el cadàver del nen mort està actualment assegut en la taula de la cuina, havent-hi aparentment tornat pel seu propi peu des del cementiri, deixant un rastre de petjades de fang darrere seu. Després de deliberar, els dos decideixen tornar el cadàver, ara inanimat, al cementiri. Mentrestant, el cadàver del nen és col·locat en un congelador exterior.
Prop d'allí, Jano es topa amb una altra investigadora del paranormal, la Dra. Albreck, a qui reconeix del circuit de conferencies. Ha arribat per a investigar el cas de Walter, després de veure les gravacions de vídeo que aquest li havia enviat, però ara sembla haver desaparegut, deixant la seva casa abandonada. Juntament amb Rosentock, un altre investigador d'aquesta mateixa línia, Jano i Albreck visiten a Juan, que ara és el principal sospitós de l'assassinat de la seva dona i està reclòs en un centre psiquiàtric. Assegurant-li que creïn en la seva història, li demanen permís per a investigar la seva casa, la qual cosa ell concedeix.
Poc després, els especialistes tornen al conflictiu carrer, abans de separar-se per a investigar una propietat cadascun en el transcurs d'una nit. Funes acompanya a Rosenstock, que es troba a la casa de Walter. A mesura que es produeixen fenòmens estranys i els investigadors comencen a morir de manera espantosa i inexplicable, Funes s'adona que no té més remei que fugir del lloc o arriscar-se a perdre la vida, però abans cala foc a les tres cases on es van presentar els fenòmens paranormals.
De tornada al psiquiàtric, un nou grup de la policia intenta continuar interrogant a Juan, però aquest es distreu amb la figura d'un home alt que diu estar darrere d'ells, un home que s'assembla a un Rosentock cremat. Es donen la volta i no veuen res més que una cadira buida. De sobte, la cadira vola cap a la cambra, llançada per una força invisible.

## Repartiment
- Maximiliano Ghione com Funes
- Norberto Gonzalo com Jano
- Elvira Onetto com a Dra. Albreck
- George L. Lewis com a Dr. Rosentock
- Julieta Vallina com Alicia
- Demián Salomón com Walter
- Agustín Rittano com Juan
- Natalia Señorales com Clara
- Matias Rascovschi com el nen
- Lorenzo Langer com a Patrici

## Recepció

### Crítica
La pel·lícula és considerada per molts crítics especialitzats com un dels millors exponents del gènere del terror nacional dels últims anys. El portal Todas las críticas li va atorgar un puntaje de 74/100 segons el consens de 32 ressenyes. El crític del diari Clarín Pablo O. Scholz assegura que la cinta és "un plat (...) fort i ben condimentat per als amants del gènere". Per la seva part, Horacio Bernades del diari Página/12 qualifica a la pel·lícula amb un 7/10 aclarint en la seva ressenya que el director "utilitza el gore en estricta funció dramàtica, sense fer d'ell un festival en si mateix", a més de destacar com molts altres crítics al repartiment d'actors com a competent, sent els intèrprets Elvira Ottano, Norberto Gonzalo i Agustín Rittano els més aclamats. Al seu torn la crítica Catalina Dlugi des de la seva pàgina web El Portal de Catalina li va atorgar a la cinta una puntuació de 3.5/5, afirmant que Aterrados resulta la pel·lícula consagratoria del director i el gènere de terror argentí.

### Acompliment comercial
La cinta es va estrenar de manera limitada (aproximadament a 80 sales de tot el país), aconseguint en general bons números. En el seu primer cap de setmana en sales argentines, la pel·lícula va aconseguir atreure a 10 mil espectadors, aconseguint d'aquesta manera situar-se en el top 10 de les més vistes. Algunes setmanes en cartellera més va necessitar la cinta de Demián Rugna per a passar la barrera dels 20 mil espectadors, i així convertir-se en la quarta pel·lícula de terror argentina més reeixida de tots els temps, superada per la més reeixida fins a la data No dormirás.
L'acumulat total de la pel·lícula (en 2018) és de 23.000 espectadors.

## Estrena
| 'Dates d'estrena |           |            |               |        |
| Any              | País      | Data       | Distribuïdora | Ref.   |
| 2018             | Argentina | 3 de maig  | Aura Films    | [ 10 ] |
| 2018             | Perú      | 9 d'agost  | Independent   | [ 11 ] |
| 2018             | Mèxic     | 10 d'agost |               | [ 12 ] |

## Premis i nominacions

### Participació en festivals de cinema
| Festival                       | Data d'esdeveniment                      | Categoria                    | Premi     |        |
| ------------------------------ | ---------------------------------------- | ---------------------------- | --------- | ------ |
| Festival de Mar del Plata      | 17 al 26 de novembre de 2017             | Competència Argentina        | Nominat   | [ 2 ]  |
| Festival de Mar del Plata      | 17 al 26 de novembre de 2017             | Premi SAGAI Millor actriu    | Guanyador | [ 2 ]  |
| Festival Montevideo Fantástico | 6 al 13 de desembre de 2017              | Millor pel·lícula            | Guanyador | [ 13 ] |
| Festival Montevideo Fantástico | 6 al 13 de desembre de 2017              | Millor actor                 | Guanyador | [ 13 ] |
| Festival Montevideo Fantástico | 6 al 13 de desembre de 2017              | Millor actriu (2° lugar)     | Guanyador | [ 13 ] |
| Buenos Aires Rojo Sangre       | 30 de novembre al 10 de desembre de 2017 | Millor pel·lícula            | Guanyador | [ 14 ] |
| Buenos Aires Rojo Sangre       | 30 de novembre al 10 de desembre de 2017 | Millor actor                 | Guanyador | [ 14 ] |
| Buenos Aires Rojo Sangre       | 30 de novembre al 10 de desembre de 2017 | Menció especial Banda Sonora | Guanyador | [ 14 ] |